# 일본 89식 소총
일본 89식 소총(89式5.56mm小銃)은 일본 자위대의 주력 제식 돌격소총이다. 일본 64식 소총을 대체하기 위해 호와 공업이 개발했다. 5.56 × 45 mm NATO 탄을 사용하며, 가스시스템은 AR-18과 유사한 쇼트 스트로크 가스피스톤 방식이다. 1989년부터 자위대에 보급되기 시작했으며, 일본 해상보안청의 특수부대에서도 사용하고 있다.89식 소총은 AR-18을 기반으로 만들었다.

## 개요

### 개발
1970년대 후반부터, 미군의 M16 소총처럼 사거리는 떨어져도 많은 탄을 휴대할 수 있는 소구경 고속탄 사용 돌격소총이 각국 군대에 채용되기 시작했다. 일본에서도 일본 7.62 × 51 mm 탄(7.62 × 51 mm NATO 표준탄보다 장약이 적다) 사용 일본 64식 소총을 교체할, 5.56 × 45 mm NATO(SS109) 탄 사용 차세대 자동소총의 개발을 시작한다.
AR-18 돌격소총과 민간용 변형인 AR-180 소총을 라이선스로 생산한 경험이 있는 호와공업이 개발을 담당했다. 개발과 병행해 자위대에는 AR-18이 시험 배치되고 관련 자료가 수집되었다. HR-10, HR-11, HR-13 시험용 소총 개발을 거쳐, 최종형인 HR-15는 시험 배치 후에 HR-16(HR1604)이라는 정식명칭이 주어진다. 1989년에는 자위대에 89식 소총으로서 제식 채용된다.

### 특징

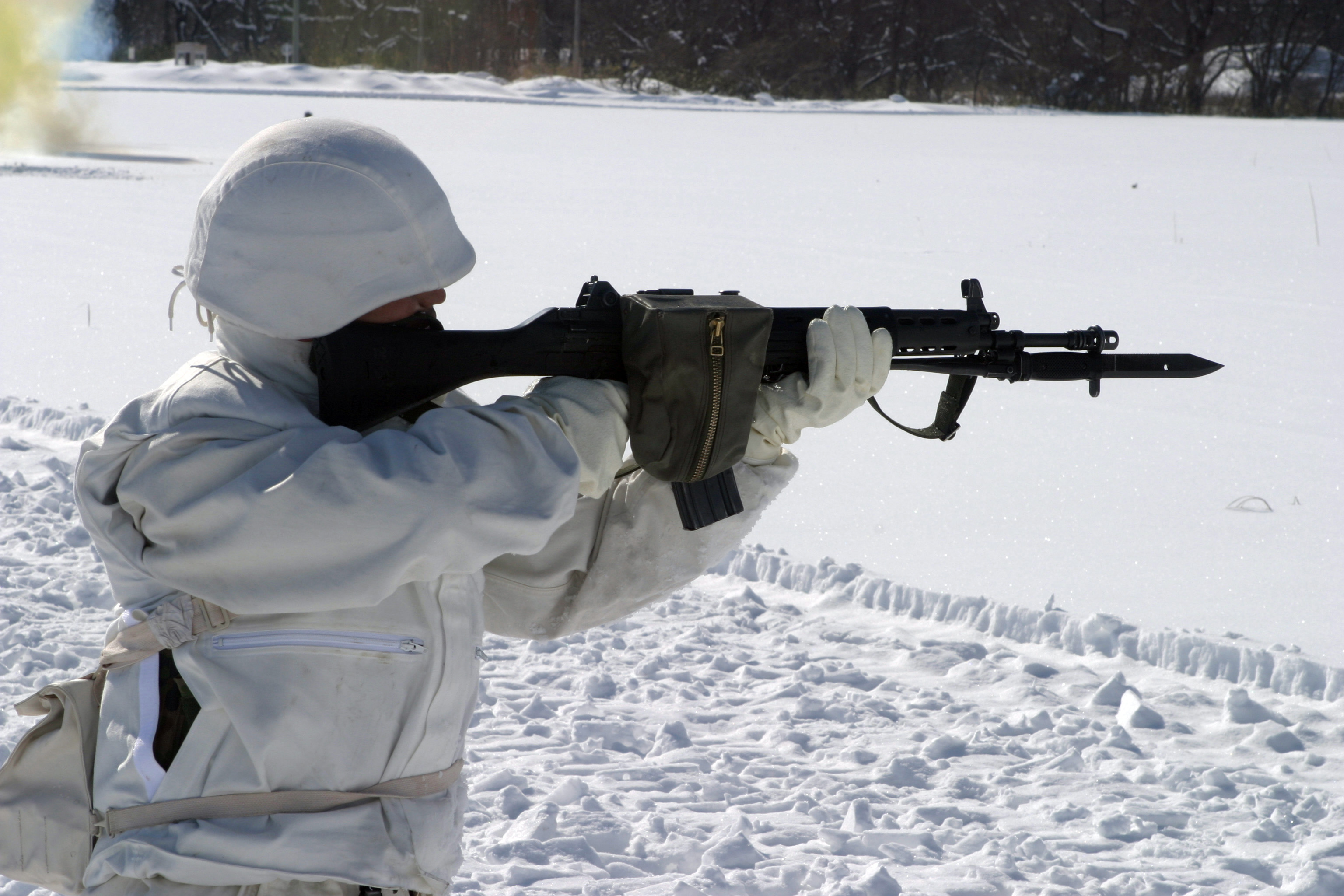
89식 소총으로 실탄 훈련 중인 자위대 대원

- 89식 소총의 큰 특징은 경량화와 소구경화에 의한 64식 소총에 비해 쓰기 쉬워지고, 반동도 약해진 덕에 사수의 부담이 크게 줄었다. 고정 개머리판의 모델 이외에 단축형 670mm의 접절식 개머리판 모델도 존재하여, 주로 장갑차승무원의 방어용이나 공수부대용으로서 소수가 배치되어 있다.
- 총의 기본 사양은 공개되어 있고, 성능에 대한 평가 자료는 공개되어 있지 않지만, 64식 소총보다 높은 명중률을 보장한다고 한다. 64식 소총과 똑같이 양각대를 표준 장비는 64식 소총과 다르게 탈착할 수 있게 되어 있다. 그리고 양각대를 손보호대에 수납된 상태라도 손보호대를 쥐기를 쉽게 돌기부분을 작게 하는 등의 고려도 보이고 있다. 총구에는 총검을 장착할 수 있다.
- 64식 소총은 깎아내기 가공을 많이 한 탓에 소총치고는 무겁지만, 89식 소총은 AR-18이나 G3에서 볼 수 있는 철판 프레스나 로스트 wax, 수지 부품을 채용한 덕에 경량화 되고, 일본인의 체격에 맞게 설계되어 64식 소총보다도 총을 다루기 편해졌다.
- 64식 소총은 부품이 많은 것과 복잡한 조작이 작동 불량의 원인이 되었지만, 89식 소총은 기관부의 구성을 간략화함으로써 작동 불량률도 떨어져, 생산 비용 절감을 실현했다. 납품단가는 20만엔에서 최대 34만엔까지 한화로 200만원~300만원의 가격에 납품됐다.
- 89식 탄약(5.56 × 45 mm NATO)은 미국군이 쓰는 M16용 M855, NATO 표준인 SS109과의 호환성을 가져, 이것에 의해 재일 미군과는 7.62 × 51 mm NATO에 이어서 사용 탄약이 호환된다. 탄창은 M16이나 NATO 표준을 따르나, 전용 전송판의 형상에 의해 마지막 탄을 발사한 후 비었을 때 노리쇠가 열리게 된다. 즉, M16용 탄창을 쓸 때는 노리쇠가 열리지 않는다. 탄창에는 30발용과 20발용이 있어 남은 탄약을 확인하는 게 있지만, 포복시와 같은 경우로 모래가 섞여 들어가 작동 불량을 일으키는 원인이 되는 등의 문제도 지적되고 있다. 탄피에는 자위대의 벚꽃의 표시가 새겨져 있다.
- 89식 소총은 M16과 같은 탄창을 쓸 수 있지만, 총 자체의 탄창 삽입부가 탄창의 폭이 거의 같은 크기로 M16등과 같이 벌어져 있지 않아, 탄창을 넣기 힘들다는 불만이, 특히 시가지 전투훈련을 중시하고 있는 부대의 대원에게서 나오고 있다. 평소 쓸 때에는 그 정도로 문제가 되지 않으나, 근접 사격 시의 탄창교환에서는 심리적 영향도 있어, 고생하는 대원이 나오고 있다.
- 조정간은 오른쪽에 붙어 있고, 조정 순서는「아→레→3→타」로 되어 있지만, 기원을 하여「아타레3」이라 자주 부른다. (잘 맞추라는 뜻)

ア: 안전 レ: 연사(전자동) 3: 3점사 タ: 단발 사격
- 총검과 칼집을 연결시켜 와이어 커터로 쓸 수 있다. 그리고, 칼집의 끝 부분은 병따개가 되기도 한다.
- 탄성이 큰 용수철을 사용하여 장전 손잡이를 당기는 데 힘이 든다는 평이 있다.
- 가스 피스톤이 두 부분으로 이루어져 있다. 피스톤 앞 부분이 가스압에 의해 밀린 다음 뒷 부분이 밀린다. 이에 따라 충격이 적고 작동이 부드럽다.

### 조달 가격
일본 정부의 무기금수정책으로 인해 자위대와 해상보안청, 경찰로 수요가 한정되었으며, 단년도회계(單年度會計)로 조달된 탓에 단 한 차례도 대량 생산이 이루어지지 않았다. 이로 인해 조달 수량에 따라서는 정당 가격이 34만 엔(한화 약 460만 원, 미화 약 4,121 달러 - 2011년 1월 16일 기준)이 되는 경우도 생겼다. 현재는 양산 효과로 인해 단가가 떨어지고 있지만, 계약 정보에 기재된 가격으로부터 역산한 단가는 2008년도의 시점에서 약 28만 엔(한화 약 378만 원, 미화 약 3,394 달러 - 2011년 1월 16일 기준)으로, 스위스의 SIG SG 550이나 프랑스의 FAMAS G2(약 3천 유로, 한화 약 449만 원, 미화 약 4,026 달러 - 2011년 1월 16일 기준)와 같은 일부를 제외하면 수백 ~ 1천 달러 정도의 조달 가격이 일반적인 다른 여러 나라의 소총들에 비해 조달 가격이 높다.

## 추가 사항

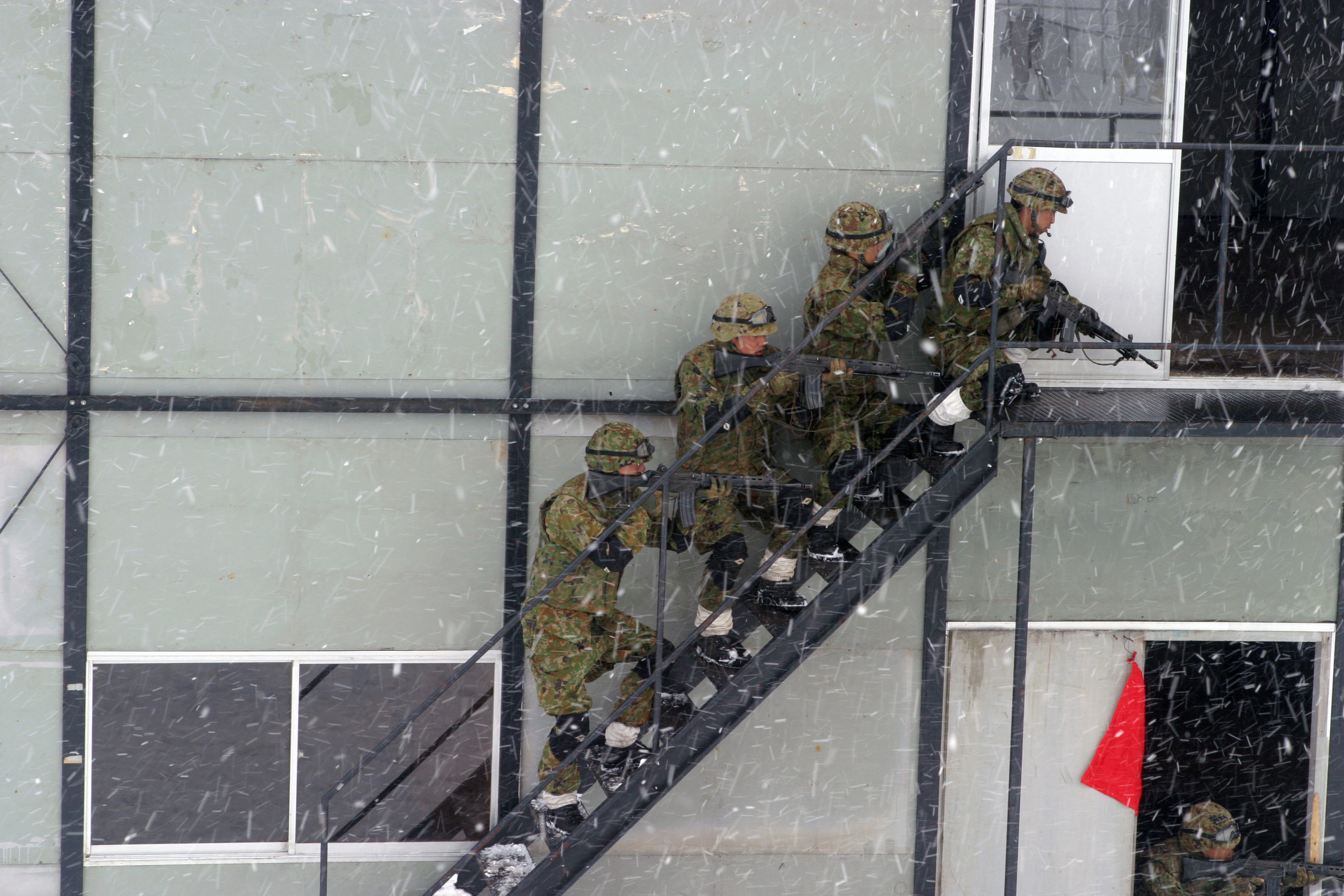
모트(MOUT) 훈련 중인 병사들

89식 소총은 대테러나 해외 파견 등, 근년 전략의 변화에 따라, 사용하는 현장의 요구와 상황에 맞춰 부분적 개조가 덧붙여지고 있다.

### 조정간
89식 소총은 자위대식의 포복시의 윗면이 되는 오른쪽 면에 이 조정간을 놓아 두었지만, 이라크복구 지원 특조법에 기초하여 이라크의 사마와에 파견(자위대 이라크 파견)되었던 부대에는, 조작성을 고려하여 오른손을 잘써도 '아'에서 '레' 정도밖에 조작할 수 없기 때문에, 통칭 아레 조정이라고 불리는 왼쪽의 조정간을 붙여, 양쪽으로 조작을 할 수 있게 되었지만, 이 개조는 일시적인 것으로, 개조 지침서에 따르면 임무를 끝낼 때에는 원래 형태로 복귀하게 되어 있다.

### 광학 조준경
자위대에도 근접전투 등을 상정하여, 좌우 어느 태세라도 저격하는 것이 요구하게 되었다. 순간적으로 조준을 맞추기 위해, 도트 사이트를 장착하는 것도 있다. 다만, 이것은 대원이 자비로 납품하는 것인지, 부대 단위로 납품한다고 하여 시험용 단계에서 본격적인 지급되고 있지 않다. 타스코 제팬의 MD33나 Aimpoint의 Comp M2(ML2)등이 많이 쓰이는 것으로 보인다. 작년도에 의해, 부대단위의 공급이 시작되고 있다. 또한  EOTech 551과 ACOG 또한 쓰인 사례가 존재한다.

### 전면 손잡이(Fore grip)
근접 전투 등을 상정하여, 서부방면 보통과 연대 등에서는 일부에 전면 손잡이가 지급되고 있다. 이것도 도트 사이트와 같이, 시험용 단계에 있다. 손보호대의 수지부분의 파손 사고가 일어난 이래, 지금은 금지되었다고 한다.

### 멜빵
일부의 부대에는 3점 멜빵이라 불리는 것이 되었다. 3점 멜빵은, 착용감이 좋아 일반적인 2점 멜빵과 비교해, 이동시·사격시의 상황에 맞춰 이상적인 장착성을 얻을 수 있는 좋은 물품으로, 전 세계의 군대, 경찰 등에서 사용하고 있다.

### 운용 현장에서의 개량
도트 사이트, 전방 손잡이, 3점 멜빵 등의 개량은, 특정 부대를 빼고는 대원에게서 수집한 중대비로 독자적으로 실시하고 있다.

## 배치 상황

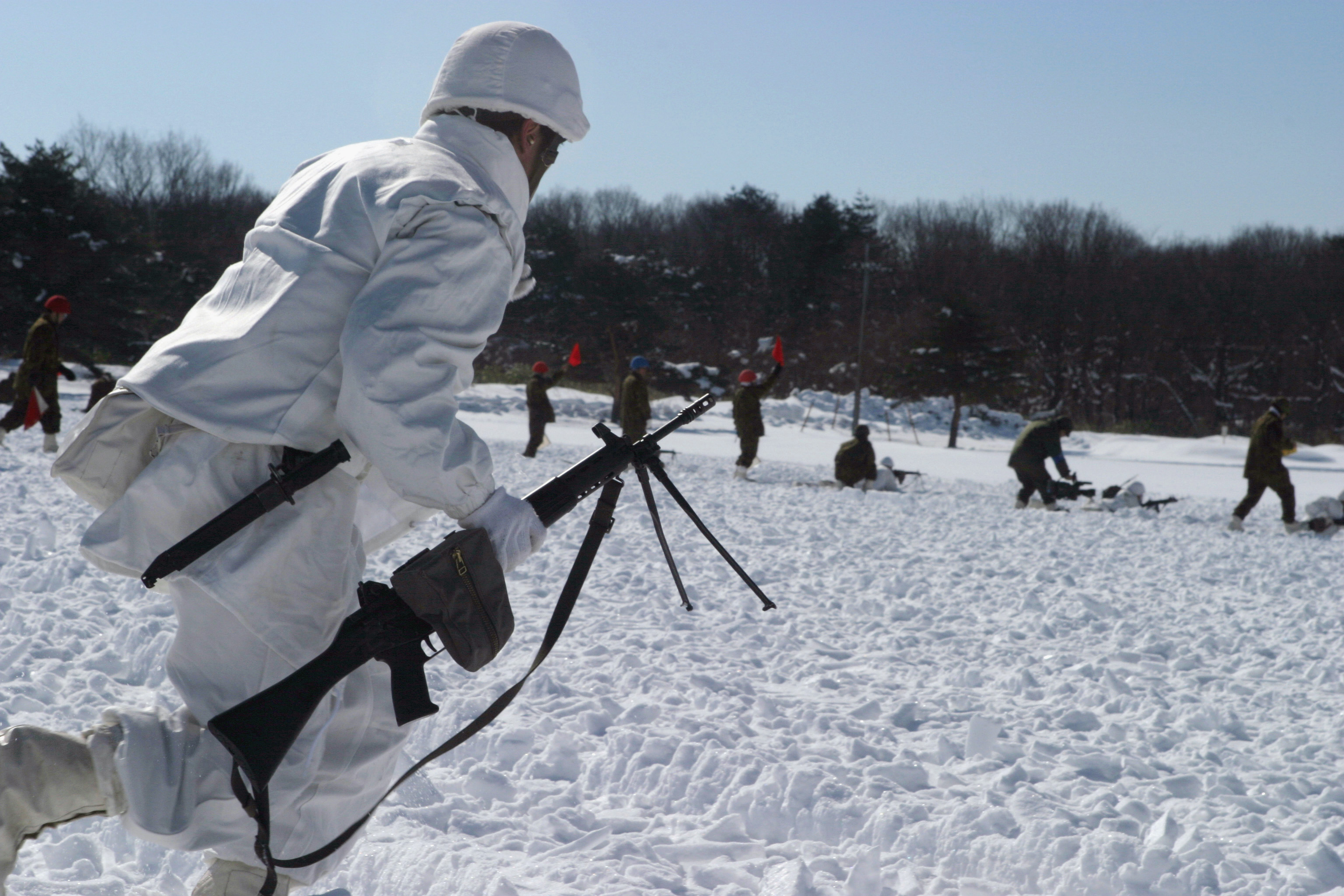
89식 소총으로 실탄 훈련 중인 자위대 대원

현재는 육상자위대 전체에는 거의 다 보급된 상황이다.보통과 등의 근접전투 부대에서는 이미 예전에 모든 64식 소총이 갱신되었으며 지정사수용으로 남겨놨던 64식 소총도 모두 M24로 교체되었다.또한 전차 승무원들한테 까지도 접이식 개머리판이 장착된 89식이 지급되었다.또한 훈련용으로도 모든 64식이 대체되었다.
하지만 육상자위대예비 자위관들(예비군 개념) 이나 항공자위대·해상자위대에서는 아직도 64식 소총을 주력으로 사용하고 있다.또한 해상보안청역시 이 소총을 주력으로하고 있다. 하지만 해상자위대 기지 방어부대및 특별경비대(SBU)등 89식이 주력인 곳도 다수 존재하고 있다.또한 SAT도 89식 소총이 보급었다고 한다.
정식화된 1989년부터 긴 시간이 지났지만, 생산은 계속되고 있지만 한 해 생산수는 불규칙한 수준이다.(몆천에서 몆만)다만 이 점을 방위청도 중요시하고 있으며 평성16년도에는 3,254정었던것에 대해, 평성17년도에는 7,084정이 조달되었고 평성18년도는 6,064정의 조달이 예정되어 있다. 모든 육·해·공 자위대및 해상보안청까지 완전히 배급될 때까지는 앞으로 훨씬 더 많은 시간이 걸릴것으로 보이며 자위대원의 총 숫자에서 보면 시간이 너무 걸린다.

## 조정간의 순서
AK-47같은 예외는 있지만, M16같은 전 세계 대부분의 돌격소총에는 조정간의 조정 순서가「Safe」의 다음은「Semi-auto」로 되어 있는 게 일반적이지만, 89식 소총의 경우는 처음에는「Full auto」로 바뀌고, 이어서「Burst」→「Semi-auto」의 순서로 조정되지만, 일부에서 이 순서를 문제시하는 목소리가 들리고 있다.
전자동 사격은 대부분 경우 탄을 쓸 데 없이 써대므로, 한정된 상황에서만 쓰인다. 근년, 육상자위대가 힘을 쏟고 있는 근거리 전투)에서는 반자동 사격이 가장 사용률이 높아, 안전장치를 해체하고 처음 조정하여 맞추는 건 반자동 사격이어야 하지 않느냐는 의견이 많다. 하지만, 전자동에 있다고 해도 제대로 조정하면, 점사나 반자동과 같은 사격을 자유자재로 할 수 있기에, 전자동이 조정간의 처음에 있어도 상관 없다고 하는 일부 의견도 있지만, 얼마나 빠르게 조정해도, 확실하게 한 발만을 발사하는 건 가능하지 않으므로, 정확성, 기밀을 요하는 CQB에서, 전자동 사격으로 반자동 사격을 대신하는 건 곤란하며 있을 수 없다.
그리고, 일부에서 89식 소총의 조정간이 360도 회전하는 것으로 착각할 수도 있는데, 89식 소총의 조정간은 360도 회전하지 않는다. 결코, 「아」→「타」의 역향으로는 움직이지 않는다.

## 근거리 전투 훈련용 교재
근년, 육상자위대는 게릴라·특수 부대(게릴라·코만도 ＝ 게리코마)가 시가지에 침입한다는 사태에 대처하기 위해, 시가지나 폐쇄 구역 (건물 내)등에서의 전투를 상정하여 연속을 실시하고 있어, 바뀐 시가지 전투능력의 향상을 꾀하기 위해, 각 방면대에의 시가지 전투훈련장의 정비나, 아주 가까운 거리에서의 전투 평가기능을 추가하여 교전 훈련 장치(전투원)의 배치를 하고 있다.
그러나 탄을 서로 쏴대는 보다 현실적인 시가지전투훈련을 할 수 없는 것이나, 대원이 자주적인 훈련에서 총을 들고 나갈수가 없다(자위대에서는 총기 등의 관리가 매우 엄격한 탓)고 하는 문제점이 있다. 이러한 것을 근거로, 방위청은 최대의 공기총 제작사인 도쿄 마루이가 89식 소총형의 전동 공기총을 개발중이라는 정보를 얻어, 이 걸 근거리전투훈련용으로 도입하여, 실제 89식 소총의 자료 등을 제출, 보다 실총에 가까운 89식 소총형의 전동 공기총이 개발되게 되었다.
이것을「근거리 훈련용 교제」로서 2005년 (평성17년)도에 조달이 이뤄져, 2006년 12월말까지 부속 엑세서리를 포함해 600셋트가 납품되었다. 명칭은「89식 소총형 훈련형 전동 공기총」으로, 탄은 6 mm BB탄을 사용, 1셋트 당  약8만엔이다, 2006년(평성18년)도 조달이 이루어진다
이 훈련교재가 채용되기 이전에, 일부의 부대에서는 M16이나 M4 카빈같은 전동 공기총을 부대비등으로 구입하여, 그것들을 써서 훈련을 하고 있으나, 근거리 전투훈련용 교재는 2006년 2월 말에 600정이 막 납품된 참이라, 근거리 훈련에서 필요로 하는 부대의 구석구석까지 전달되지 않았다. 이 때문에, 일부 부대에서는 민간용의 89식 소총형의 전동 공기총을 구입하여 훈련하는 부대도 있다.
방위청으로의 납품에서 조금 지난 2006년 7월 중순에는, 처속과 색이 자위대의 것과 조금 다른 민간을 상대로 한 판매가 개시되었다.
자위대용과 민간용의 외견상의 차이점은 다음의 3가지이다.
- 개머리, 총의 손잡이 색이 자위대용은 짙은 황록색으로 되어 있다.
- 자위대용은 탄창 밑바닥, 소염기가 빨갛다.
- 다른 각인

그리고 탄피 받이는 실물과 다른 형태가 되었다.

## 차기 소총
89식 소총의 후속 차기 소총을 방위대에서 선정 중이라는 정보가 있다. 64식 소총, 89식 소총에 이어 국산개발을 할것인지, 해외조달, 혹은 라이선스 생산을 할 것인지는 정해지지 않았다. 89식 소총과의 탄약 호환을 위해 5.56mm 구경을 가지며, 탄창이 호환되는 것을 최소 조건으로 간주하였다. 벨기에 FN사의 FN F2000 도입을 생각해 보고 있다는 정보도 있다.

## 같이 보기
- 돌격소총
- 일본 64식 소총
- 헤클러운트코흐 G36
- M4 카빈
- 헤클러운트코흐 HK416